# پرونده‌های تاشکند
پرونده‌های تاشکند (به انگلیسی: The Tashkent Files) یا پرونده‌های تاشکند - چه کسی شستری را کشت؟ (به انگلیسی: The Tashkent Files – Who Killed Shastri?) فیلمی هندی محصول سال ۲۰۱۹ و به کارگردانی ویویک آگنیهوتری است. در این فیلم بازیگرانی همچون میتون چاکرابورتی، نصیرالدین شاه، شویتا باسو پراساد، پانکاج تریپاتی، ماندیرا بدی، پالاوی جوشی، راجیش شارما، آصف باسرا و آچینت کائور ایفای نقش کرده‌اند.